# 奥东河
奥东河（法語：Odon，法語發音：[ɔdɔ̃]）是法国诺曼底大区卡尔瓦多斯省的河流，是奥恩河的左支流，长47千米。